# Los Angeles Railway Co.

Los Angeles Railway (Yellow Cars) network (interactive version)

De Los Angeles Railway Co. was een transportbedrijf in Los Angeles, Californië in de Verenigde Staten van Amerika. Dit bedrijf was eigendom van treinmagnaat Henry E. Huntington en werd 'The Huntington Empire' genoemd. In 1945 werd het bedrijf voortgezet als Los Angeles Transit Lines.

## Geschiedenis
De eerste tramlijn in Los Angeles, een paardentramlijn, werd in 1874 geopend en heette de 'Spring & West 6th Railroad'. Tegelijkertijd openden meerdere bedrijven één of meer paardentramlijnen. Na een aantal jaren gingen al deze bedrijfjes op in de Los Angeles Cable Ry. en werden in 1888 tot kabeltramlijnen omgebouwd. Twee andere kabeltrambedrijven consolideerden ook hun belangen, merendeels in het promoten van onroerend goed: de 'Second Ave. Cable Railroad Co.' en de 'Temple Street Cable Ry.'
Alle bedrijven gebruikten de spoorbreedte 3 voet en 6 inch (1067 mm) die tot 1963 de standaard bij het stadsvervoer was.
In 1896 waren alle paarden- en kabeltramlijnen omgezet in elektrische lijnen en begon de expansie van Los Angeles. Ooit begonnen als een dorp dijde het uit tot Hollywood, East Los Angeles, Culver City en Inglewood. In 1890 werd de Los Angeles Consolidated Electric Ry. (LACERy.) geformeerd waarin alle toenmalige bedrijven werden opgenomen. Een gedeelte daarvan was in de handen van Moses Sherman en E.P. Clark. Door beide mannen werden met regelmaat nieuwe lijnen geopend en deze nieuwe lijnen betekende weer dat buitenwijken konden worden gebouwd die een, voor die tijd, vlotte verbinding met het centrum van LA hadden. Een van hun projecten was de eerste Interurban in Zuid Californië: de lijn van Los Angeles naar Pasadena.
Sherman en Clark konden er echter niet voor zorgen dat het trambedrijf winst bleef maken. Dit werd veroorzaakt doordat er te veel onroerend goed werd aangeboden en er te weinig mensen waren dit zich de koop er van konden veroorloven. Passagiersprognoses naar de nieuwe buitenwijken bleven achter en het vervoer stagneerde.

## Huntington's Empire
De aandeelhouders van LACERy. begonnen te morren, zetten Sherman en Clark op non-actief en vormden in 1895 de Los Angeles Railway Co. Deze kwam voor weinig meer dan de boekwaarde in 1898 in bezit van de treinmagnaat Henry E. Huntington die daarbij ook enkele kleine bedrijven kocht zoals de toenmalige Pacific Electric Railway Co. (PE) wiens naam Huntington later gebruikte om een enorm Interurban netwerk rond Los Angeles aan te leggen. Het 'Huntington Empire' was geboren.
LARy was een groot en belangrijk transportbedrijf in LA maar werd overschaduwd door de Pacific Electric Ry. wat betreft lijnlengte en omzet. Deze werd vooral in goederenvervoer behaald; de passagiersdivisie genereerde maar een derde van de aantal passagiers dat LARy vervoerde.
Het trambedrijf van LARy werd continu gemoderniseerd maar na de Eerste Wereldoorlog kwam de klad in uitbreidingen van het netwerk. Voor het eerst volgde de uitbouw van het tramnet niet de uitbouw van de stad. De kosten van het verlengen van tramlijnen konden in de nieuwe buitenwijken nooit gedekt worden omdat er zo weinig huizen op een vierkante kilometer werden gebouwd dat er nooit winst gemaakt zou kunnen worden.
Buslijnen waren goedkoper en vanaf 1923 vingen deze de stadsuitbreidingen op. Er werd daartoe een aparte joint venture tussen LARy en PE opgericht: de Los Angeles Motor Coach Co. (LAMCCo.).
Ook nadat Huntington het management van zijn bedrijf in de jaren 1920 aan zijn zoon had overgedaan bleef de reputatie van LARy. overeind: goede service, zeer goed onderhouden materiaal en stipte dienstuitvoering. Jarenlang woedde er in LA wel een discussie dat men het vervoer duur vond (het was 1 à 2 cent duurder per rit dan in de meeste andere Amerikaanse steden) en Huntington jr. voelde zich verplicht in de pers keer op keer de redenen daarvan uit te leggen. In die tijd waren 1200 trams actief en was LARy het grootste stedelijke trambedrijf van de Amerikaanse westkust.
De Grote Depressie sloeg bij LARy net zo hard toe als in andere steden. Met de aanschaf van Presidents' Conference Committee-Car (PCC-cars) wilde men goede service blijven bieden en men hoopte daardoor de passagiersaantallen op peil te houden. Dit lukte onvoldoende.
De eerst stappen om zwakke (lees onvoldoende winstgevende) tramlijnen op te heffen werden al voor de Tweede Wereldoorlog gezet maar verdere opheffingen werd tijdens die oorlog door de overheid verboden. Vlak voor het einde van de oorlog verkocht de Huntington Estate voor $13.000.000 LARy aan Los Angeles City Lines (LACL), een divisie van National City Lines (NCL). Het enige doel van NCL was het omzetten van trambedrijven in autobusbedrijven. Voor de hand liggend want de belangrijkste aandeelhouders van NCL waren General Motors, Firestone Tire & Rubber, Phillips Petroleum, Mack Trucks, General American Aerocoach en Standard Oil (of California).
Vreemd genoeg startte NCL een moderniseringsprogramma voor het trambedrijf en werden nieuwe PCC-cars en trolleybussen – voor de op te heffen tramlijnen 2 en 3 – besteld. In tegenstelling tot in bijna alle andere Amerikaanse steden bleef het onderhoud en de punctualiteit in LA uitstekend. Er werd wel bezuinigd op zaken als wachtruimtes, haltes en publieksvoorlichting. Ook moesten trambestuurders vaker op dezelfde lijnen dienstdoen.

## Einde van tramexploitatie

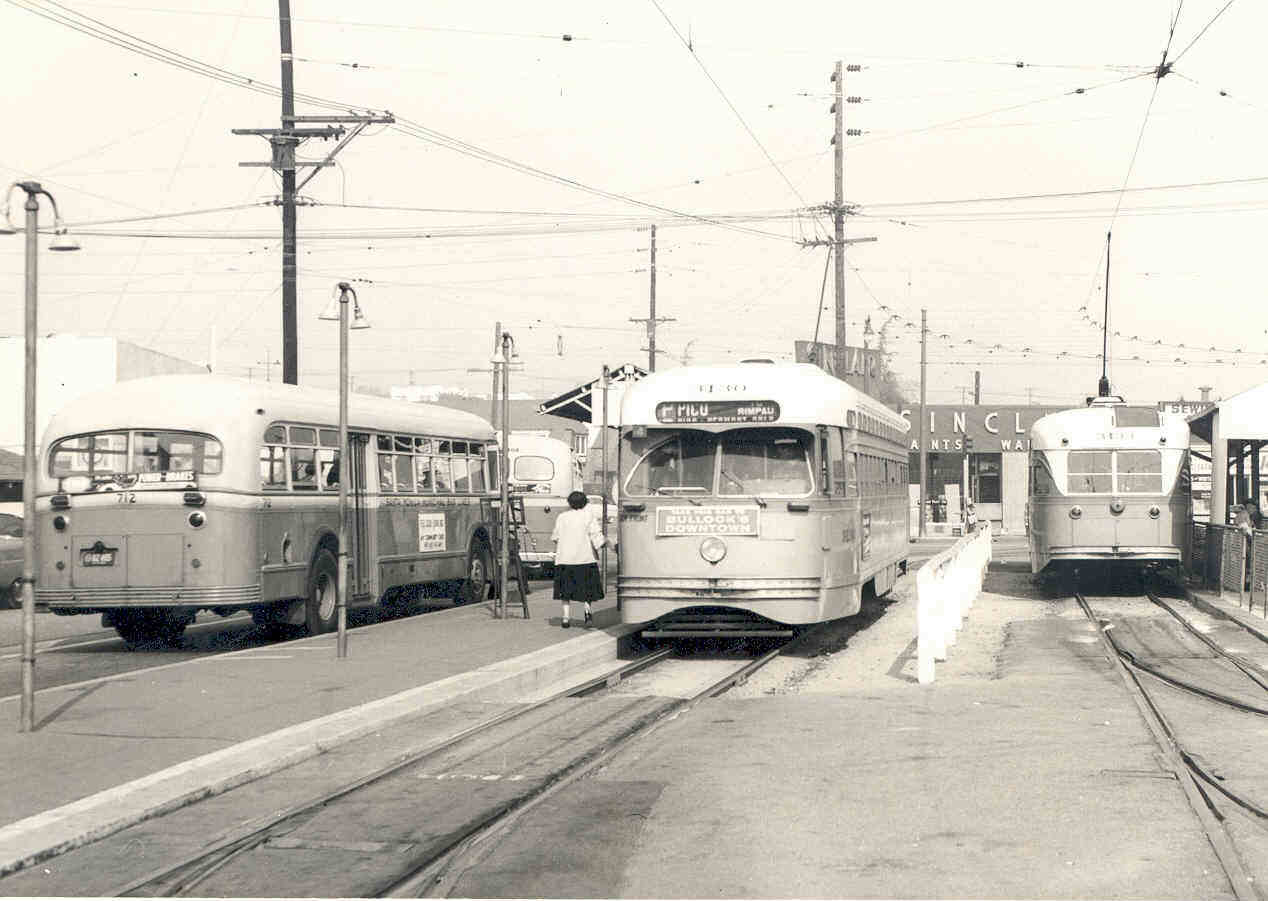
PCC op lijn P in 1956

Van de 24 overgebleven tramlijnen na de Tweede Wereldoorlog (inclusief 3 toevoerlijnen) werd lijn 3 in 1947 omgezet in een trolleybus net als lijn 2 in 1941. Tijdens de overname door Los Angeles Metropolitan Transit Authority (LAMTA) in 1958 waren er nog vijf tramlijnen over (J, P, R, S en V) die geheel met PCC's konden worden geëxploiteerd. Daarnaast nam LAMTA drie interlokale lijnen van de voormalige Pacific Electric over. Deze lijnen werden in 1961 opgeheven. De resterende stadslijnen in LA werden opgeheven en door bussen vervangen op 31 maart 1963 evenals trolleybus 2 en 3.
Vooral lijn P (Pico) had naar de maatstaven van vandaag nooit opgeheven hoeven worden; ze vervoerde in 1963 nog 40.000 passagiers per dag. Dit is een aantal dat niet één Amsterdamse, Rotterdamse of Haagse tramlijn heden haalt. In Amsterdam vervoerde tramlijn 5 in 2017 37.000 reizigers per dag.

## Begin van een nieuwe exploitatie
Slechts 20 jaar na het opheffen van (inter)lokaal railvervoer zwengelde men in Los Angeles County het bouwen van raillijnen weer aan. Er ontstond in het gebied, waarin iedereen voor elke verplaatsing de auto neemt, een bezorgdheid om smog en vastlopend verkeer. De uitgestrektheid en de weinige woningen (LA County bestaat voor 70% uit bedrijfsterreinen, verlate gebieden en autosnelwegen) maken het exploiteren van railvervoer echter kostbaar.
Alleen enkele 'corridors' – in de VS bedoelt men hiermee hoofdassen tussen twee of meerdere grotere woningconcentraties – werden geschikt geacht voor een (kostbare) herintroductie van railvervoer.
In 1985 werd begonnen met de aanleg van een 22 mijl lange lijn tussen Downtown LA en Downtown Long Beach. Deze lijn werd op standaardspoor (1435 mm) aangelegd en kwam in 1990 in bedrijf. Voor 90% gebruikt deze lijn, de 'Blue Line' gedoopt, de route van de fameuze Pacific Electric op dezelfde route. De lightrail lijn heeft hoge instapperrons en groot, fors – in Japan door Kinki-Sharyo gebouwd – materiaal als kenmerken.
Een zogenaamde 'heavy rail' lijn, een ondergrondse, werd in 1993 geopend. Deze voldoet aan de specificaties van een metro en is aangelegd van Downtown LA naar het westen: North Hollywood (verlenging in 2000 geopend) en Wilshire. Dit is waarschijnlijk de duurste metrolijn per gebouwde kilometer ter wereld geworden. Deze lijn wordt de 'Red Line' genoemd en valt vooral op door haar (voor metrobegrippen) geringe passagiersaantallen. De gezinnen in de stadsdelen waar de metro rijdt hebben gemiddeld 3,2 auto per gezin…
Een derde raillijn werd in 1995 geopend. Deze lijn – de 'Green Line' – rijdt exclusief in de middenberm van een 10-baans autosnelweg: Highway 105. Ze fungeert als een dwarsverbinding tussen Norwalk en Redondo Beach. Een zeer extensieve lobby van de bond van taxichauffeurs heeft (tot nu toe) voorkomen dat deze succesvolle lijn naar Los Angeles International Airport werd doorgetrokken. Er is een overstapgelegenheid met de 'Blue Line'. In 2001 moesten van Siemens in hoog tempo nieuwe wagens worden gekocht wegens het succes van de Blue en de Green lijnen. Drie tot vier aan elkaar gekoppelde wagens zijn nu niet ongewoon. De wagens hebben een capaciteit van 200 passagiers per wagen.
Als laatste is de 'Gold Line' geopend die een verbinding is tussen LA Downtown en Pasadena. Het is een gedeeltelijke heraanleg van de Pasadena lijn die PE ooit exploiteerde. Een verlenging van deze lijn naar East Los Angeles is in bouw.
Als laatste is een light rail lijn als aftakking van de Blue Line in aanbouw naar Culver City en Santa Monica waarmee weer een eerdere PE verbinding herleven zal.

## Andere wetenswaardigheden

### Peter Witt Cars in Los Angeles
In tegenstelling tot enkele zeer grote andere trambedrijven (onder andere in Detroit, Baltimore en Brooklyn) kocht LARy slechts twee Peter Witt Cars. Als tegenprestatie voor de toegestane tariefsverhoging van 5 naar 7 cent plande LARy de aanschaf van nieuw trammateriaal en enkele lijnuitbreidingen. De wagens, class M (2601 en 2602), deden bijna exclusief dienst op lijn 7 South Broadway & Civic Center. Ze vielen wat betreft hun bouw op doordat zij, in tegenstelling tot andere Peter Witts, wat lager waren gebouwd waren wat het in- en uitstappen vergemakkelijkte. In 1955 werden de beide wagens uit dienst genomen; tram 2601 is in een museum terechtgekomen.

### DePCC-carin Los Angeles
Na de Tweede Wereldoorlog bezat LATL iets meer dan 1000 trams waarvan er 125 PCC-cars waren. Dit aantal zou nooit voldoende kunnen zijn om het systeem te moderniseren. Ze werden ook alleen maar ingezet op drie drukke lijnen – het betrof lijn P Pico – East First Sts.; lijn 3 West Sixth St. en J Jefferson – Huntington Park – omdat men het gemengd inzetten van traag trammateriaal met PCC cars niet wenselijk vond. Het tragere materiaal zou door PCC-cars worden ingehaald en dit zou de dienstuitvoering niet ten goede komen.
In 1947 werd lijn 3 opgeheven en omgezet in een trolleybus en gingen de PCC-cars naar lijn R Whittier – West Third St. De PCC-wagens uit de P3 class gingen in 1948 exclusief naar de drukste lijn P.
Nadat in 1954 de plannen om binnen een aantal jaren alle tramlijnen op te heffen bekend werden en het passagiersvervoer drastisch daalde konden meer en meer oude trams naar de sloop en werd de PCC's ingezet op de lijnen V Vermont – Vernon en S San Pedro – West Eight St. In 1958 deden alleen nog de 165 PCC's in LA dienst.
Tussen 1963 en 1965 konden bijna alle PCC-cars, vooral vanwege hun uitstekende staat van onderhoud, verkocht worden. 134 wagens gingen naar Caïro, Egypte, 20 wagens naar Tocopilla in Chili en enkele kwamen in musea terecht.

### Vereenvoudigde chronologie van transportbedrijven in Los Angeles
- 1890 – Los Angeles Consolidated Electric Ry., ging in
- 1895 op in Los Angeles Railway Co. (LARy), ging in
- 1945 op in Los Angeles Transit Lines (een divisie van National City Lines), ging in
- 1958 op in Los Angeles Metropolitan Transit Authority, ging in
- 1985 op in Southern California Rapid Transit District en kreeg in
- 1993 de naam Los Angeles County Metropolitan Transit Authority

## Belangrijkste tramseries in Los Angeles

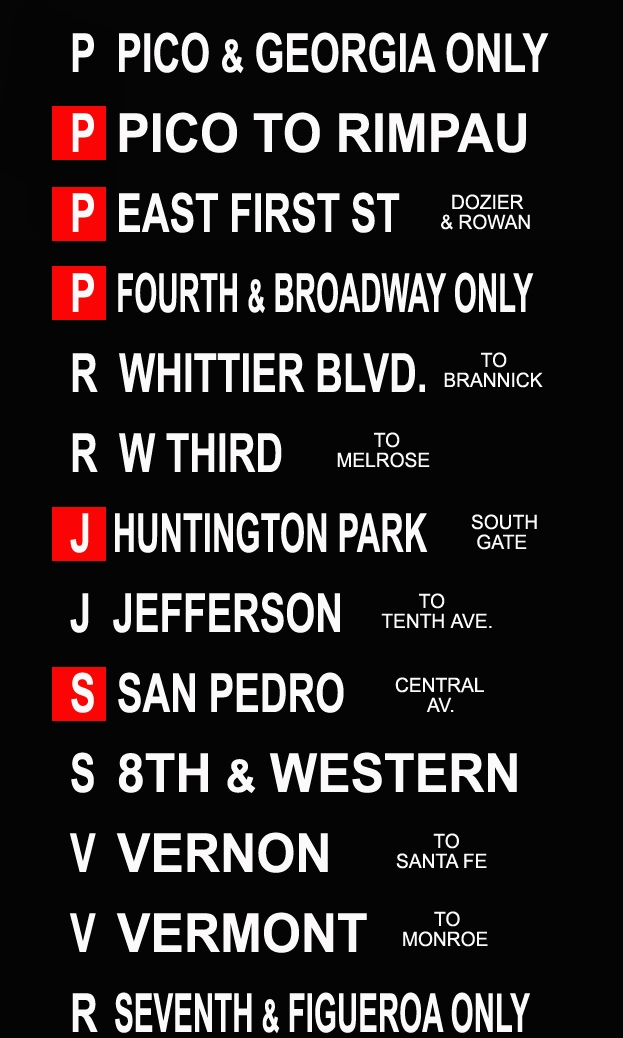
Lijnfilm die in de PCC-cars in Los Angeles werd ingebouwd

- B class – gebouwd tussen 1902 en 1912 – bestaande uit 747 trams, genummerd 124 - 869 (waarna vele omnummeringen plaatsvonden);
- G class – gebouwd 1920-21 – bestaande uit 70 trams, zogenaamde Birney Cars;
- H4 class – gebouwd tussen 1920 en 1923 – bestaande uit 250 trams, 1201 - 1450 genummerd, zogenaamde 'Steel California Cars';
- K class – door het bedrijf in 1923 zelfgebouwde trams op basis van de H class, 60 wagens, genummerd 1501 - 1560;
- P class – PCC-cars, onderverdeeld in:
- P (1) class – gebouwd 1937-38 – bestaande uit 95 trams, genummerd 3001 - 3095. De oorspronkelijke bestelling was voor 65 trams meer maar dit kon niet worden gefinancierd;
- P2 class – gebouwd in 1943 – bestaande uit 30 trams, genummerd 3096 - 3125, waarbij de middendeur één raampje meer naar de achterkant was verschoven om de passagierscirculatie te bevorderen;
- P3 class – gebouwd in 1948 – bestaande uit 40 trams, genummerd 3126 - 3165. Dit waren zeer brede (2,75 meter) trams in de naoorlogse standaarduitvoering met kleine raampjes boven de ramen (zogenaamde 'standee windows' die het mogelijk maakten staande passagiers naar buiten te kunnen laten kijken).

## Belangrijkste kleurenschema's in Los Angeles
- LARy – chroom geel (raampartij), zilveren band onder de ramen, kanariegeel;
- LATL – 'fruit salad' design: wit dak, olijfgroene raampartij, Spaans geel (onderkant);
- LAMTA – wit dak, donkergroene raampartij, groene onderkant.

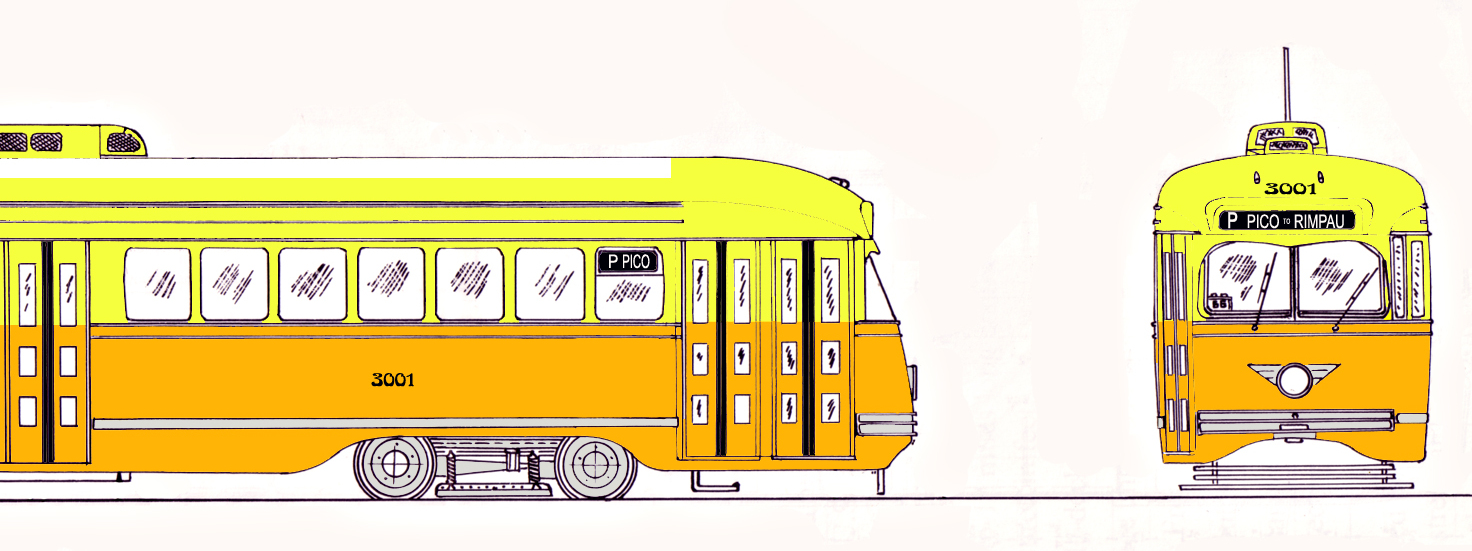
1e kleurenschema (LARy)
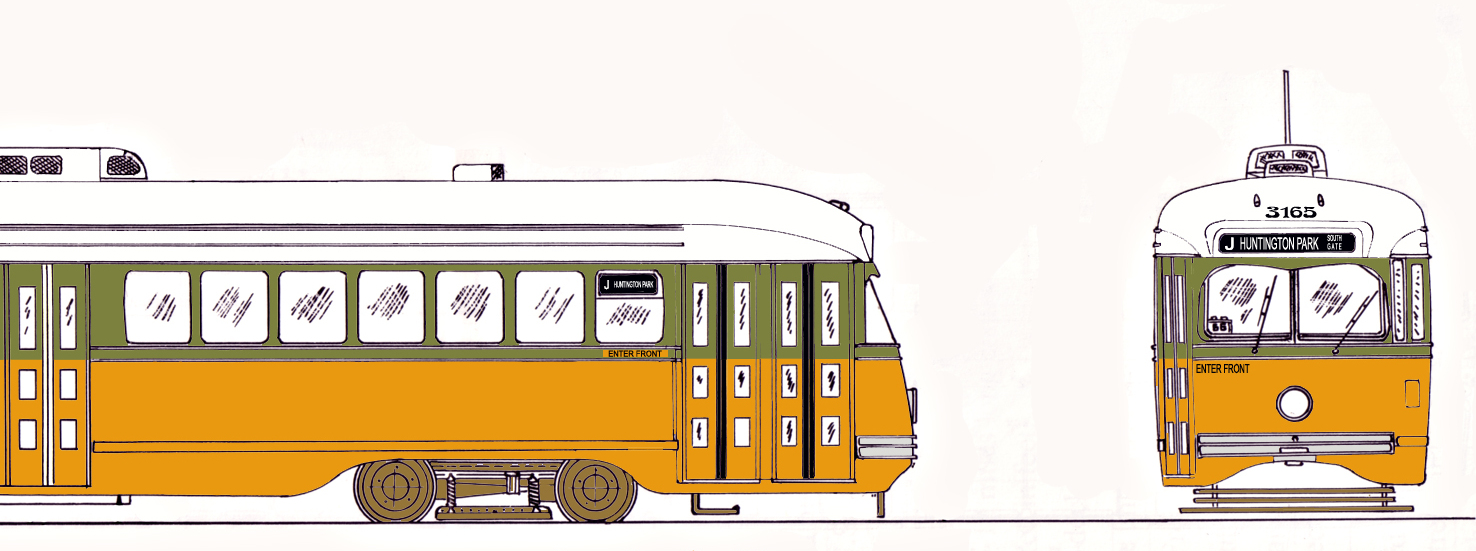
2e kleurenschema (LATL), zgn. 'fruit salad'
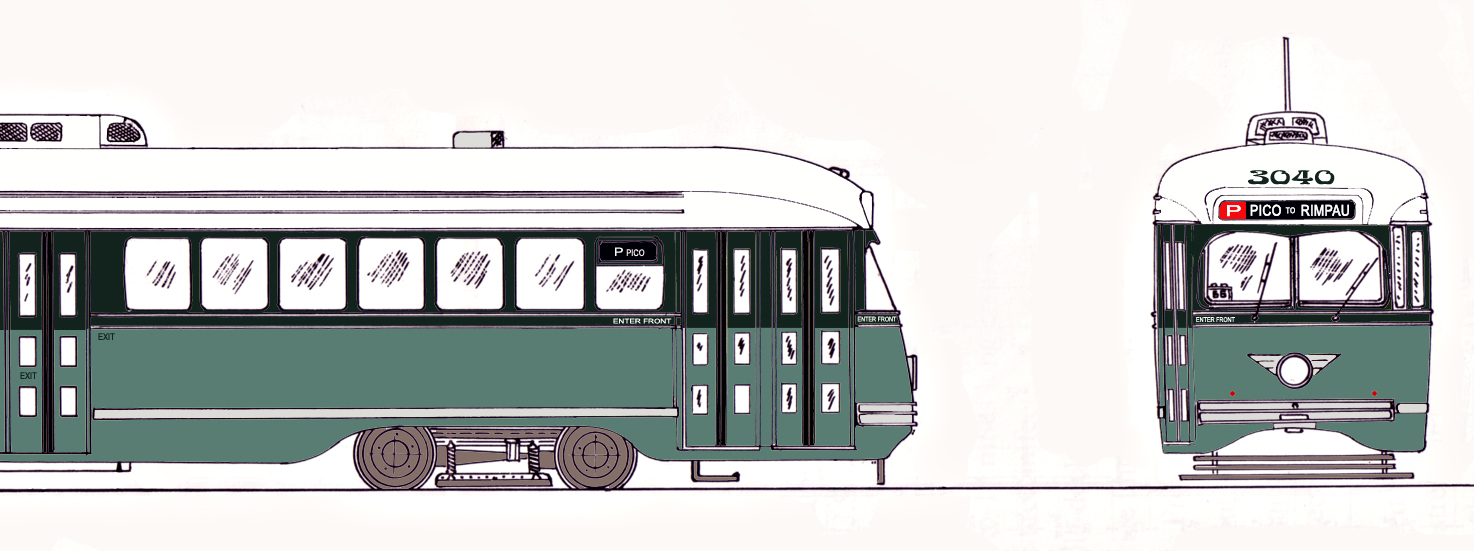
3e kleurenschema (LAMTA)

## Bij de kaart: tramlijnen in Los Angeles in 1941

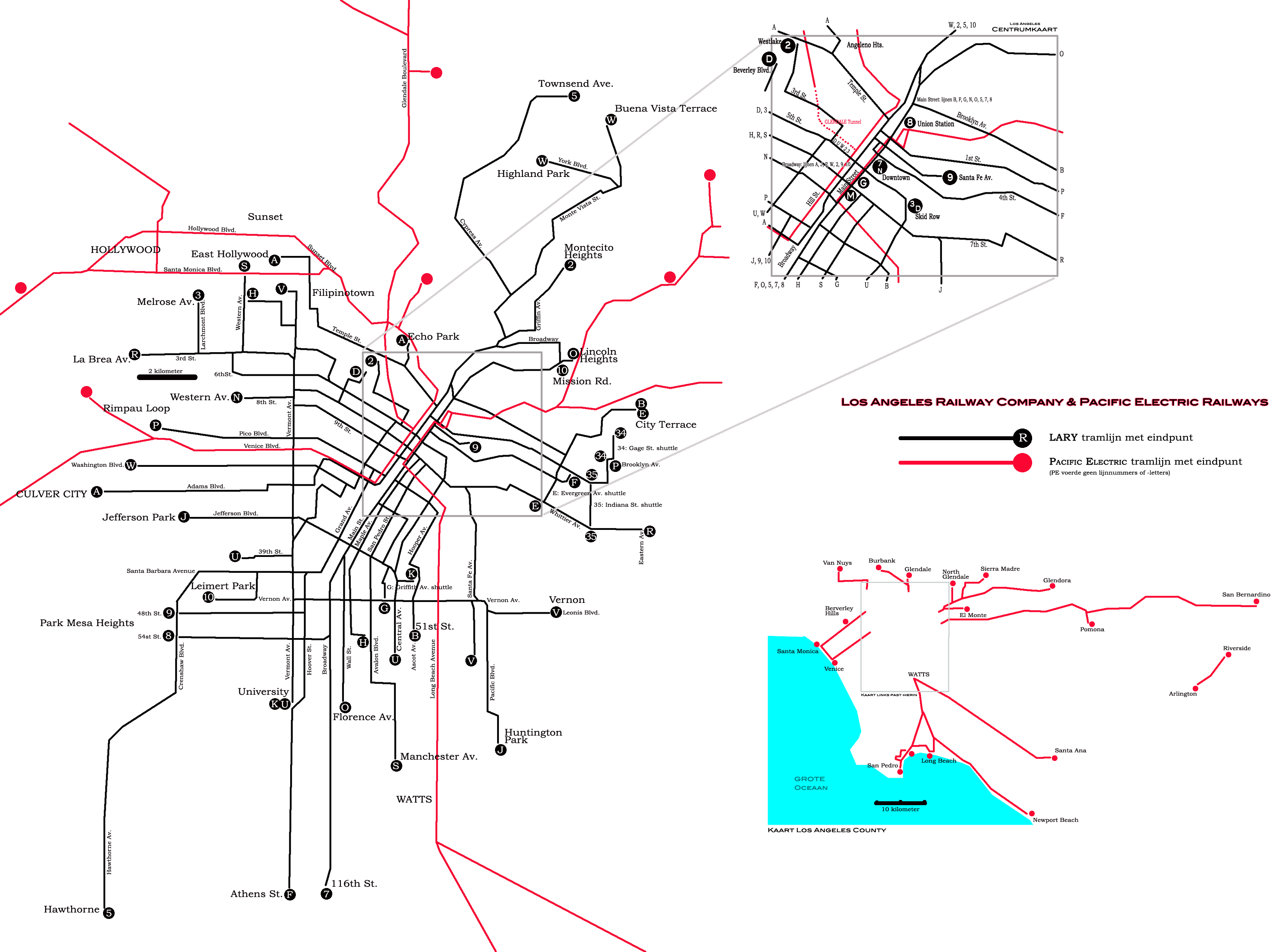
Kaart tramnetten Los Angeles in 1941

Op de kaart is het tramnet van LATL en die van de Pacific Electric in 1941 afgebeeld. De tram- en Interurban-netten waren toen nog nagenoeg compleet. Na het einde van de Tweede Wereldoorlog bestond het net van LATL uit 24 tramlijnen en werden de eerste lijnen opgeheven. In 1945 deden nog dienst: A, B, D, E, F, G, H, J, N, O, P, R, S, T, U, V, W en 3, 5, 7, 8, 9, 34, 35 en 37. In 1954 waren daar de laatste lijnen J, P, R, S en V van over en deze werden in 1963 opgeheven. Op de tramlijnen 2 en 3 deden van 1941 respectievelijk 1947 tot 1963 trolleybussen dienst.